# Gornja Bebrina
Gornja Bebrina falu Horvátországban, Bród-Szávamente megyében. Közigazgatásilag Klakar községhez tartozik.

## Fekvése
Bród központjától légvonalban 8, közúton 10 km-re délkeletre, községközpontjától 2 km-re északnyugatra, Szlavónia középső részén, a Szávamenti-síkságon, a Száva bal partján, Ruščica és Klakar között fekszik.

## Története
Területét egykor erdők borították, melyet a Száva közelsége miatt gyakran borított árvíz, ezért a csapadékos időszakokban gyakran mocsaras volt. A folyó és a Száva védtöltése közötti terület ma sem alkalmas a rendszeres művelésre. Ennek ellenére a régészeti leletek tanúsága szerint már az őskorban sűrűn lakott volt. Nyolc régészeti lelőhelye közül hét történelem előtti, öt pedig középkori maradványokat rejt. A települést 1422-ben említik először „Villa Bebrene” alakban a boszniai püspökség és Treutel család birtokának határleírásában. A boszniai püspökség birtoka volt, Valkó megyéhez tartozott.
. A török 1536-ban szállta meg és 150 évig török uralom alatt állt. Lakossága jobbágyként a török uralom idején is megmaradt.
1698-ban „Gornya Bebrina” néven, lakosság nélküli hajdútelepülésként szerepel a török uralom alól felszabadított szlavóniai települések kamarai összeírásában. A 18. század elején Boszniából katolikus lakosság vándorolt be, akik határőrök lettek. A bródi határőrezredhez tartoztak. Az egyházi vizitáció jelentése szerint 1730-ban 20 ház és egy fakápolna állt a településen, ahol a bródi ferences atyák szolgáltak. 1746-ban 33 háza volt 189 lakossal. 1760-ban a faluban 56 ház állt, melyekben 57 család élt 361 katolikus lakossal. A 18. század második felében a falu szokatlan formájú, ún. sorházas település volt. Házai egy széles, füves sávban, az út mentén sorakoztak. Délkeleti részét a Drenova állóvize szelte át. A víz azért nem tudott a Szávába folyni, mert a folyó időközben megépített töltése ezt megakadályozta. A falu délkeleti része a Drenova-csatorna mentén folytatódott délkelet felé fordulva, de ezen a részen csak kevés ház állt. A lakosság száma később sem nagyon növekedett, általában 500-600 lakosa volt.
Az első katonai felmérés térképén „Gornia Bebrina” néven található. Lipszky János 1808-ban Budán kiadott repertóriumában „Bebrina (Gornja)” néven szerepel. Nagy Lajos 1829-ben kiadott művében „Bebrina (Gorna)” néven 116 házzal, 589 katolikus vallású lakossal találjuk. A katonai közigazgatás megszüntetése után 1871-ben Pozsega vármegyéhez csatolták.
A településnek 1857-ben 602, 1910-ben 692 lakosa volt. Pozsega vármegye Bródi járásának része volt. Az 1910-es népszámlálás adatai szerint lakosságának 99%-a horvát anyanyelvű volt. Az első világháború után 1918-ban az új szerb-horvát-szlovén állam, majd később (1929-ben) Jugoszlávia része lett. 1991-től a független Horvátországhoz tartozik. 1991-ben lakosságának 99,8%-a horvát nemzetiségű volt. 2011-ben a településnek 487 lakosa volt.

## Lakossága
| Lakosság változása | Lakosság változása | Lakosság változása | Lakosság változása | Lakosság változása | Lakosság változása | Lakosság változása | Lakosság változása | Lakosság változása | Lakosság változása | Lakosság változása | Lakosság változása | Lakosság változása | Lakosság változása | Lakosság változása | Lakosság változása |
| ------------------ | ------------------ | ------------------ | ------------------ | ------------------ | ------------------ | ------------------ | ------------------ | ------------------ | ------------------ | ------------------ | ------------------ | ------------------ | ------------------ | ------------------ | ------------------ |
| 1857               | 1869               | 1880               | 1890               | 1900               | 1910               | 1921               | 1931               | 1948               | 1953               | 1961               | 1971               | 1981               | 1991               | 2001               | 2011               |
| 602                | 632                | 616                | 652                | 674                | 692                | 645                | 653                | 637                | 632                | 606                | 577                | 548                | 503                | 513                | 487                |

## Gazdaság
Lakossága elsősorban a közeli Bródban dolgozik, kisebb részük pedig mezőgazdasággal, állattartással foglalkozik.